# 钟楼站 (成都市)
钟楼站位于中华人民共和国四川省成都市新都区，是成都地铁3号线的地下车站。

## 本站概要
本站位于新都钟楼西侧，于金光路和新泰东路之间呈东西向布置，是成都地铁3号线的一座车站，于2016年12月5日主体结构封顶，2018年12月26日开通。从该站到商业中心的春熙路站仅需35分钟。

## 车站结构

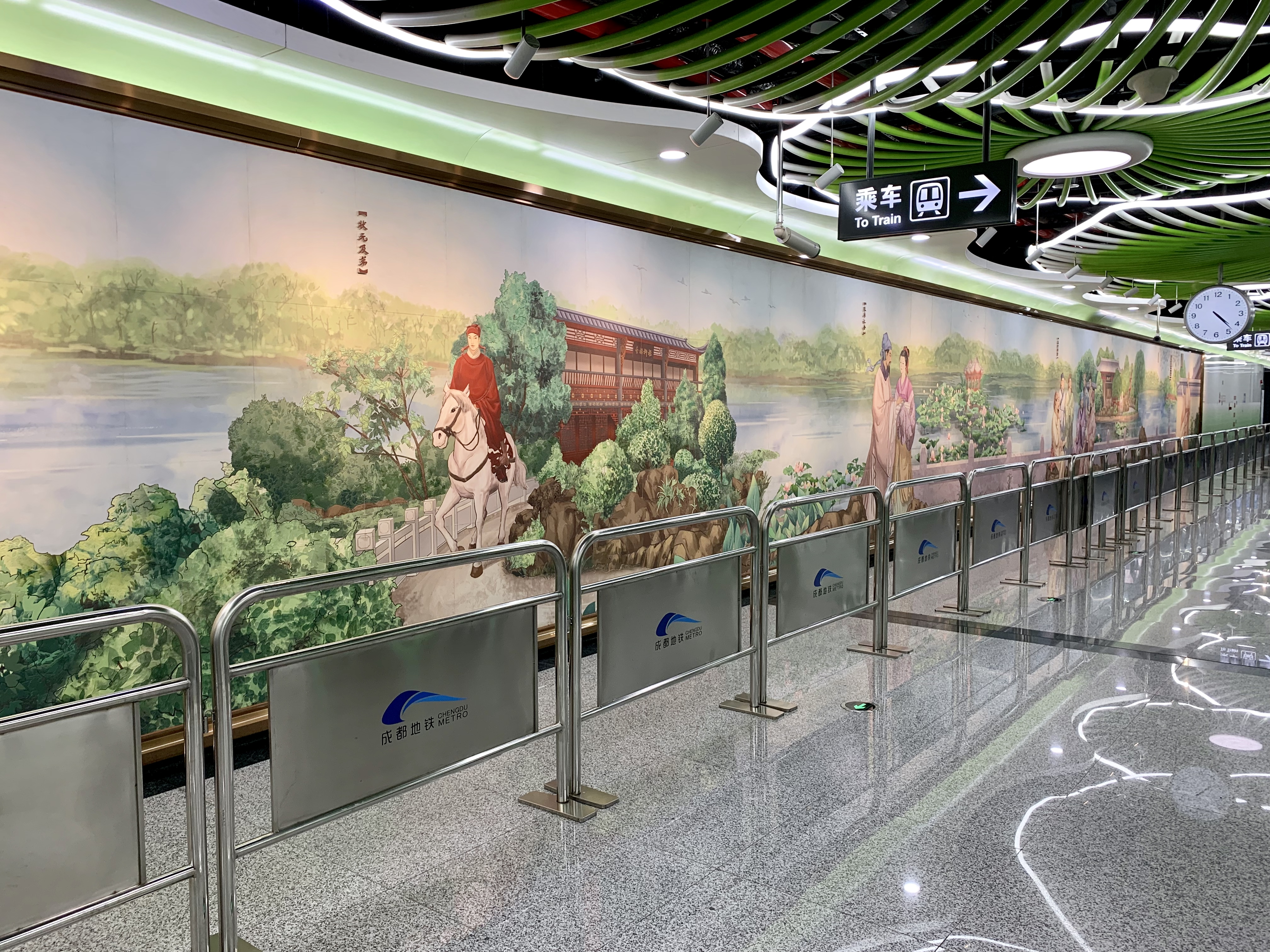
钟楼站艺术墙局部

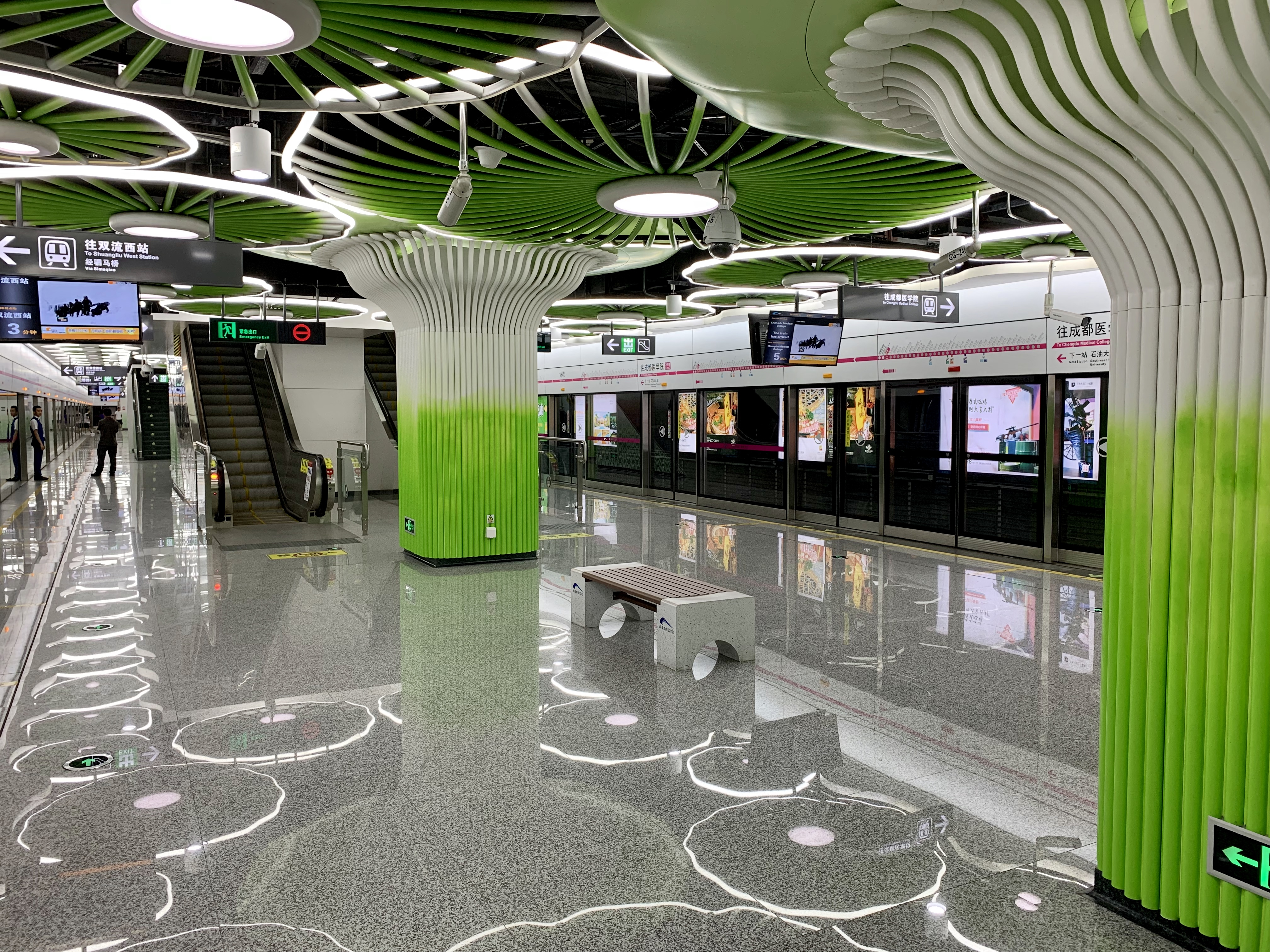
站台层
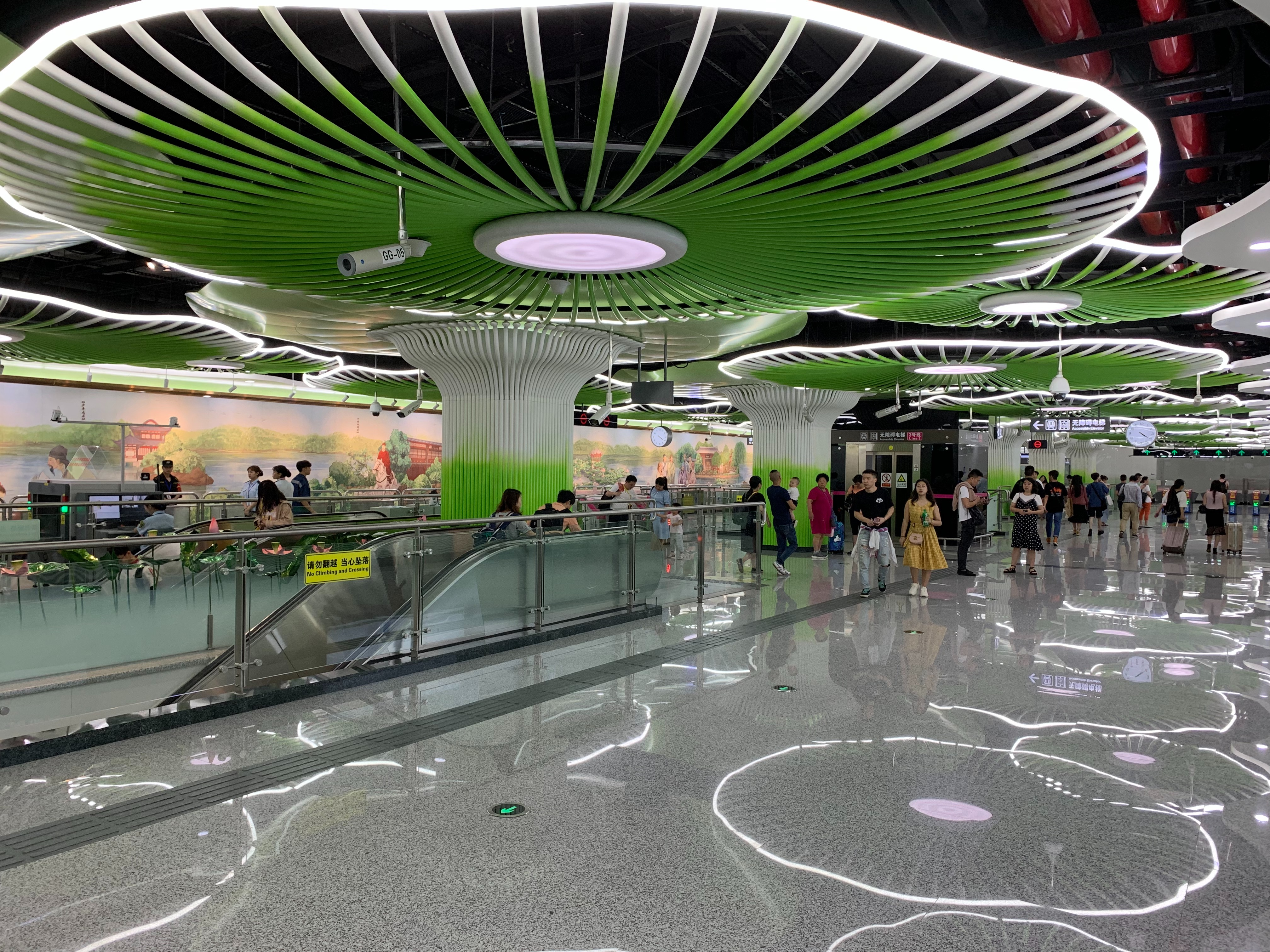
站厅层

本站为地下二层岛式站台车站。
| 地面      |                                        | 出入口                             |  |
| 地下 一层 | 站厅层                                 | 安检、售票机、站内商店             |  |
| 地下 二层 |                                        | 3号线列车往双流西方向 （马超西路） |  |
| 地下 二层 | 岛式站台，左边车门将会开启             |                                    |  |
| 地下 二层 | 3号线列车往成都医学院方向 （石油大学） |                                    |  |

## 出入口信息
本站目前开放4个出入口。
| 出口编号 | 设施                    | 地点     | 可到达目的地 |
| -------- | ----------------------- | -------- | ------------ |
|          |                         |          |              |
|          |                         | 新泰东路 |              |
| 出口 · B |                         | 金光路   |              |
| 出口 · C |                         | 金光路   |              |
| 出口 · D | 无障碍电梯 无障碍卫生间 | 金光路   |              |

## 公交换乘
- 地铁接驳1号线A线、B线[3]
- X01、X02、X02（区间）、X03、X05、X06等[4]